# Fait Gallery
Fait Gallery je soukromá umělecká galerie v Brně, kterou provozuje stejnojmenná akciová společnost. Její vznik podnítil v roce 2011 investor Igor Fait společně s Denisou Kujelovou, která byla její ředitelkou a šéfkurátorkou do července 2025. Kromě výstavní činnosti v budově v ulici Ve Vaňkovce 465/2 (bývalá strojírna továrny Friedricha Wanniecka) ve čtvrti Trnitá, v areálu tzv. Vaňkovky, buduje i sbírku moderního a současného umění. 

## Historie
Fait Gallery vznikla z původně soukromé sbírky brněnského podnikatele Igora Faita, která byla budována jeho sběratelskou činností od roku 2000. Nová galerie, zaměřená na prezentaci českého a zahraničního výtvarného umění 20. a 21. století, byla veřejnosti otevřena 22. února 2012 v budově bývalé sladovny zrušeného pivovaru v Božetěchově ulici 1 v Králově Poli (přestavěný areál Fakulty informačních technologií Vysokého učení technického). V prostoru upraveném k výstavním účelům byly společně se sbírkou moderního a současného umění Fait Gallery představovány i privátní kolekce dalších sběratelů. Ve stejném areálu se nacházel také výstavní prostor Mem, určený pro aktuální tvorbu českých a zahraničních umělců. V domě Dominikánské náměstí 10 v historickém centru města byl zároveň zřízen komorní výstavní prostor Fait Gallery Preview, v němž bylo prezentováno výtvarné umění posledního desetiletí. Fait Gallery poskytovala rovněž prostor k samostatným výstavám etablovaných autorů a výrazných uměleckých osobností střední generace.
V lednu 2016 se Fait Gallery přestěhovala do bývalého areálu Vaňkovky ve čtvrti Trnitá. Galerie zde získala prostor v historické budově bývalé strojírny továrny Friedricha Wanniecka, do níž přesunula veškeré své výstavní prostory, jak z Božetěchovy ulice, tak z Dominikánského náměstí. Na novém místě byla otevřena 23. března 2016. V budově bývalé strojírny nahradila jinou soukromou galerii, Adam Gallery, která zde fungovala od roku 2006 (původně jako Wannieck Gallery, později Richard Adam Gallery).

## Výstavní prostory

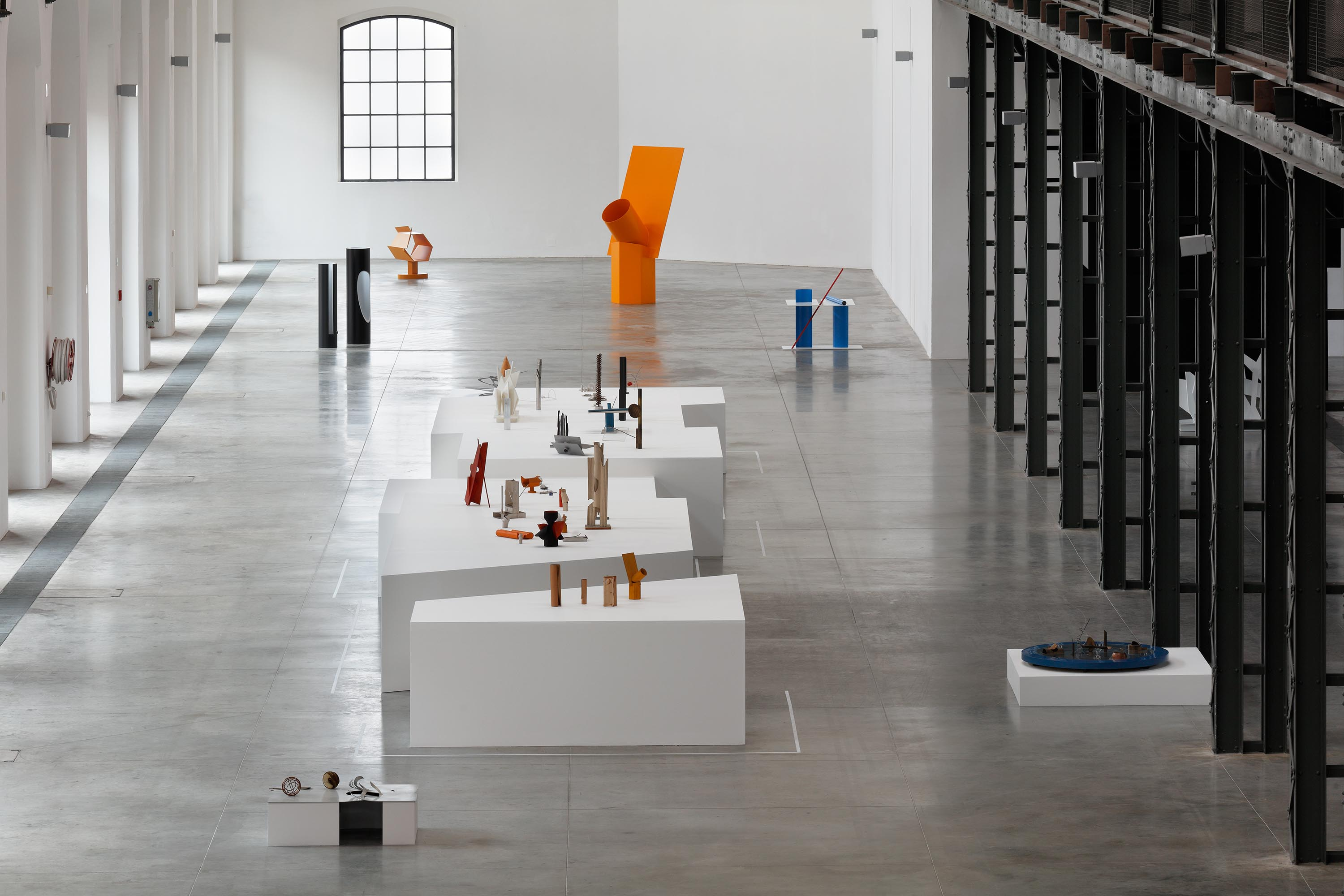
Karel Malich & utopické projekty (2019)

Hlavní výstavní prostor Fait Gallery se zaměřuje především na velkorysé výstavní projekty renomovaných umělců a výrazných uměleckých osobností střední a starší generace. A to především autorů, kteří se zejména na české a slovenské umělecké scéně v průběhu poslední dekády postupně etablují, nicméně zatím nemají mnoho příležitostí k ambiciózním projektům, které by umožnily komplexnější zhodnocení jejich uměleckých přístupů.
Fait Gallery Mem se zaměřuje na aktuální tvorbu českých a zahraničních umělců a jejím hlavním cílem je upozorňovat na výrazné osobnosti mladé a střední generace a jejich současnou tvorbu. Hostující umělci spolupracují s oslovenými kurátory na projektech, u nichž je plně respektována jejich autorská pozice. Ve Fait Gallery Mem je rovněž prezentována i tvorba autorů, jejichž tvorba není stále dostatečně reflektovaná, avšak vyžaduje komornější prostor. Tímto také dochází k naplnění významu jejího jména Mem neboli jednotky kulturní informace.
Fait Gallery Preview se soustředí převážně na umělce nejmladší generace. Návštěvníkům prezentuje nejen tvorbu mladých českých umělců, ale také zahraniční kontext současné výtvarné scény.
Součástí Fait Gallery byly do července roku 2025 i kavárna Mutter Café, knihkupectví ArtMap, dětský koutek a tvůrčí prostor pro workshopy a vzdělávací programy LES (Laboratory for Education and Synergy).

## Výstavy
2012

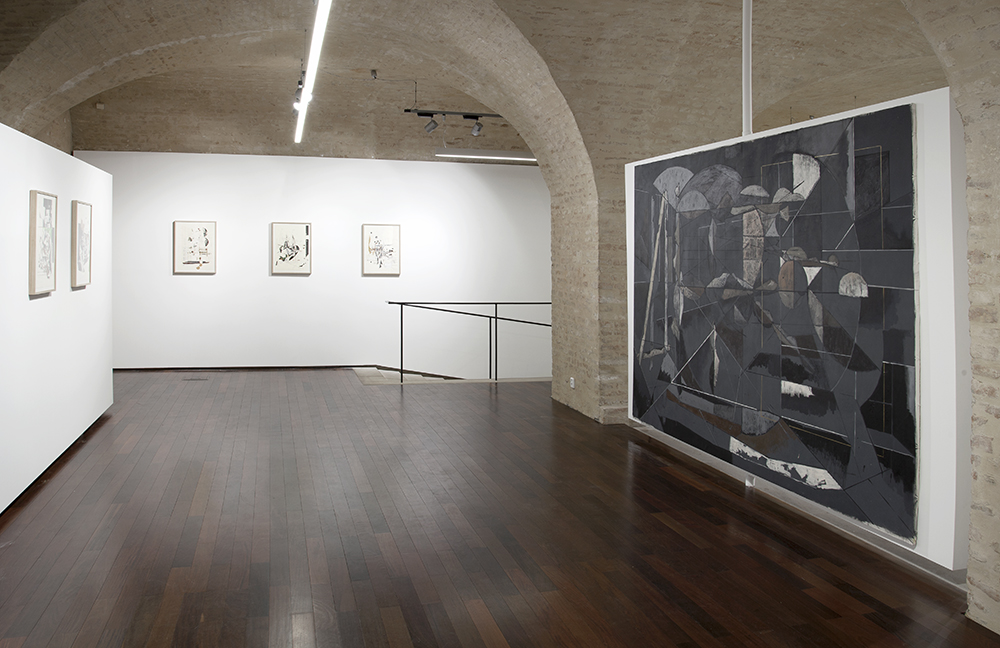
Tomáš Bárta, Softcore, Fait Gallery, Božetěchova 1 (2012)

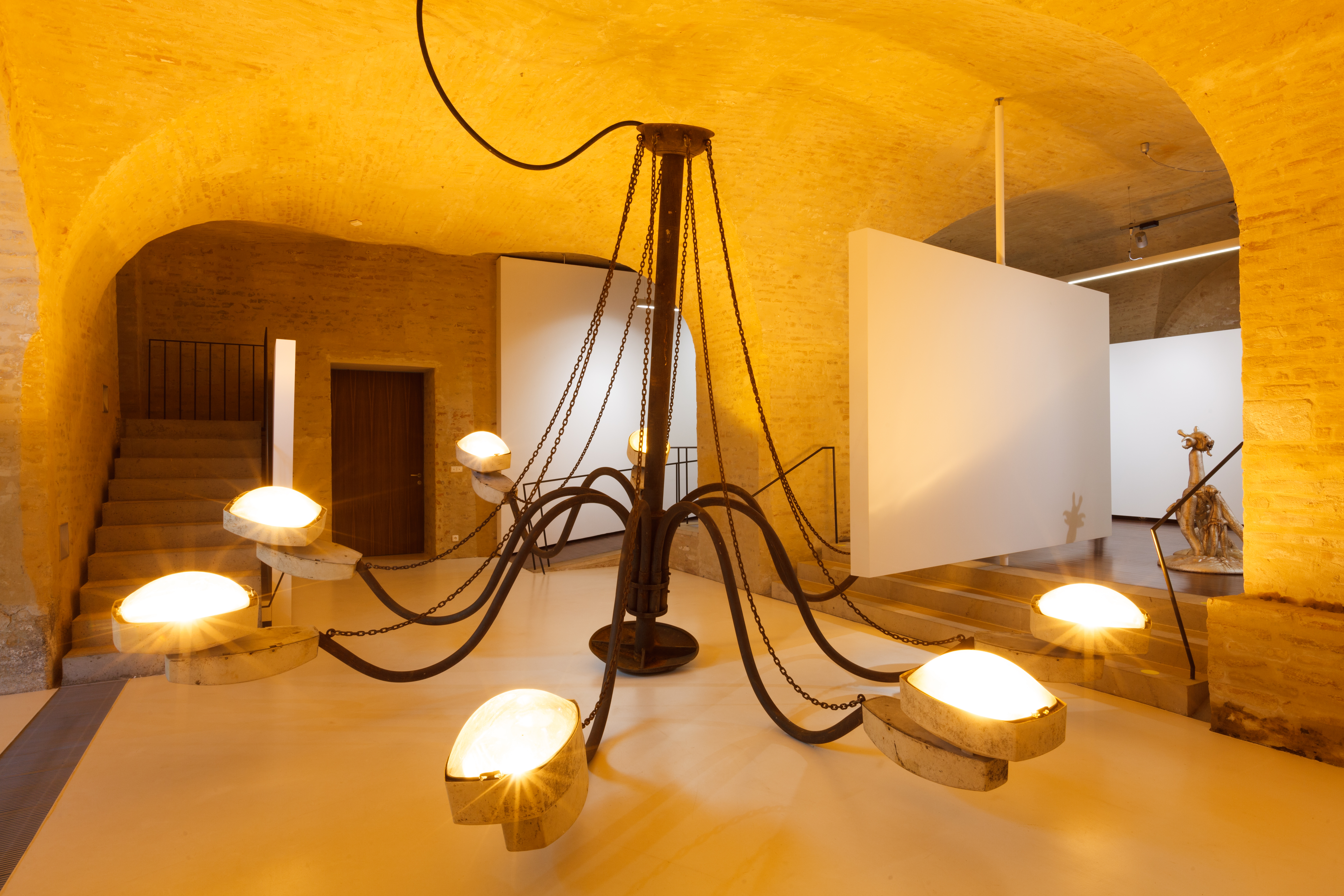
Krištof Kintera, Hollywoodoo! (2013)

- Alena Kotzmannová & Jan Šerých: Tisíciúhelník
- Výběr ze sbírky Fait Gallery
- Christian Weidner & Vincent Bauer & Cornelia Lein: Here And Somewhere Else
- Open / Výběr ze sbírky Fait Gallery za uplynulých 5 desetiletí
- Kateřina Vincourová: Zapomenuto v paměti
- Lubomír Typlt: Daleko neutečou
- Richard Štipl: Pocit konce
- Tomáš Svoboda: Jedna vteřina v životě Julie Roberts
- Tomáš Bárta: Softcore

2013
- Tetradekagon / Výběr děl nejmladší generace umělců zastoupených ve sbírce Fait Gallery
- Kamila Musilová: Pod dečkou s jemným vzorem
- Ondřej Homola: Aranž
- Krištof Kintera: Hollywoodoo!
- Lukas Thaler: The Propeller
- Slova mezi tvary / Tvary mezi jmény / Výběr ze sbírky Fait Gallery zaměřený na autory střední generace
- Vendula Knopová: Jsou dva a prostřední spadne
- Radim Langer: Údolí much
- Marek Meduna: Mezi zloději psů
- Katarína Hládeková: Rozdělat oheň
- Pro mnohé uši / Výběr ze sbírky Fait Gallery
- Tomáš Bárta: Things You Can´t Delete

2014
- Ondřej Basjuk: Kultovní výstava
- Petr Nikl: Lidé z Manhattanu

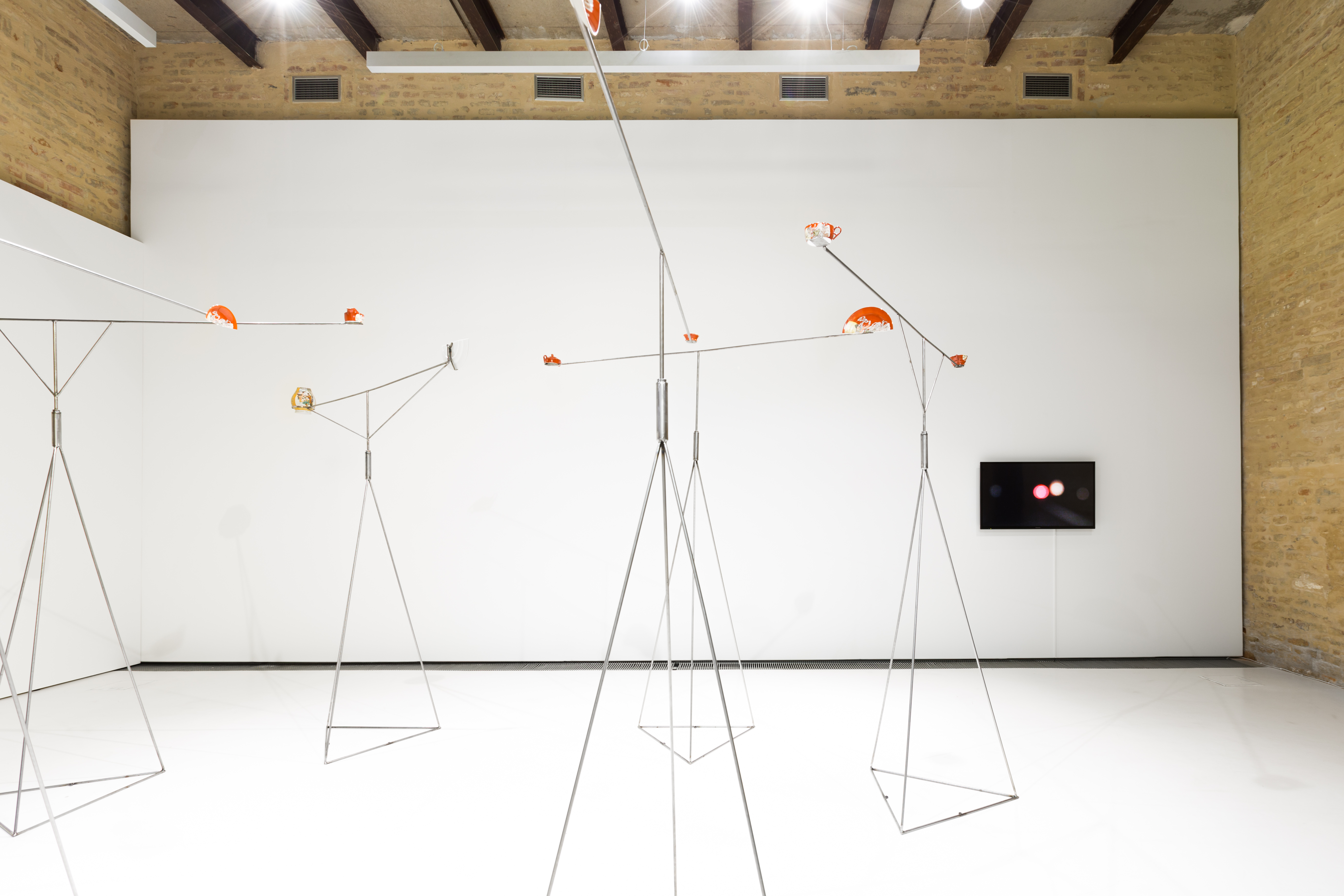
Pavla Sceranková, Staré světlo v oddělení galaxií (2014)

- Alice Nikitinová: Nebylo by od věci
- Sběratelský cyklus významných privátních sbírek Oka Mžik / Část první: Privátní sbírka z Brna
- Jan Brož: SSSSSS
- Veronika Vlková & Jan Šrámek: Zdroj
- Před pikolou za pikolou / Výběr ze sbírky Fait Gallery
- Ivan Pinkava: [Antropologie]
- Johana Pošová: Mokrý mokrý
- Kamila Zemková: Hluchý místa
- Pavla Sceranková: Staré světlo v oddělení galaxií
- Lucia Sceranková: Staré světlo v oddělení galaxií
- Lenka Vítková: Odpovědi těla na otázky květin
- Sběratelský cyklus významných privátních sbírek Oka Mžik / Část druhá: For Your Eyes Only / Sbírka Jiřího Valocha
- Tomáš Absolon: Monet On My Mind

2015
- Preview Review / Jednodenní výstavní projekt: Ondřej Kotrč
- Fragmenty množin / Výběr ze sbírky Fait Gallery
- Petr Dub: Deník přeživší
- Alžběta Bačíková a Martina Smutná: Carpe Diem
- Jakub Hošek: Chaos je doposud neporozuměný řád
- Jiří Thýn: Dva konce vzdálenosti - obrazy, které se nikdy nestaly
- Preview Review 2 / Jednodenní výstavní projekt: Andrea Demek
- Jiří Franta a Ondřej Homola: Slepý mistr a kulhavý mnich
- František Skála: Tribal
- Jiří Valoch: Slova
- Katarína Hládeková a Jiří Kovanda: Siamský strýc & Montáž
- Radek Brousil: Stisk rukou
- Josef Achrer: Backstories
- Peter Demek: Status
- Jan Poupě: Množina pohledů

2016

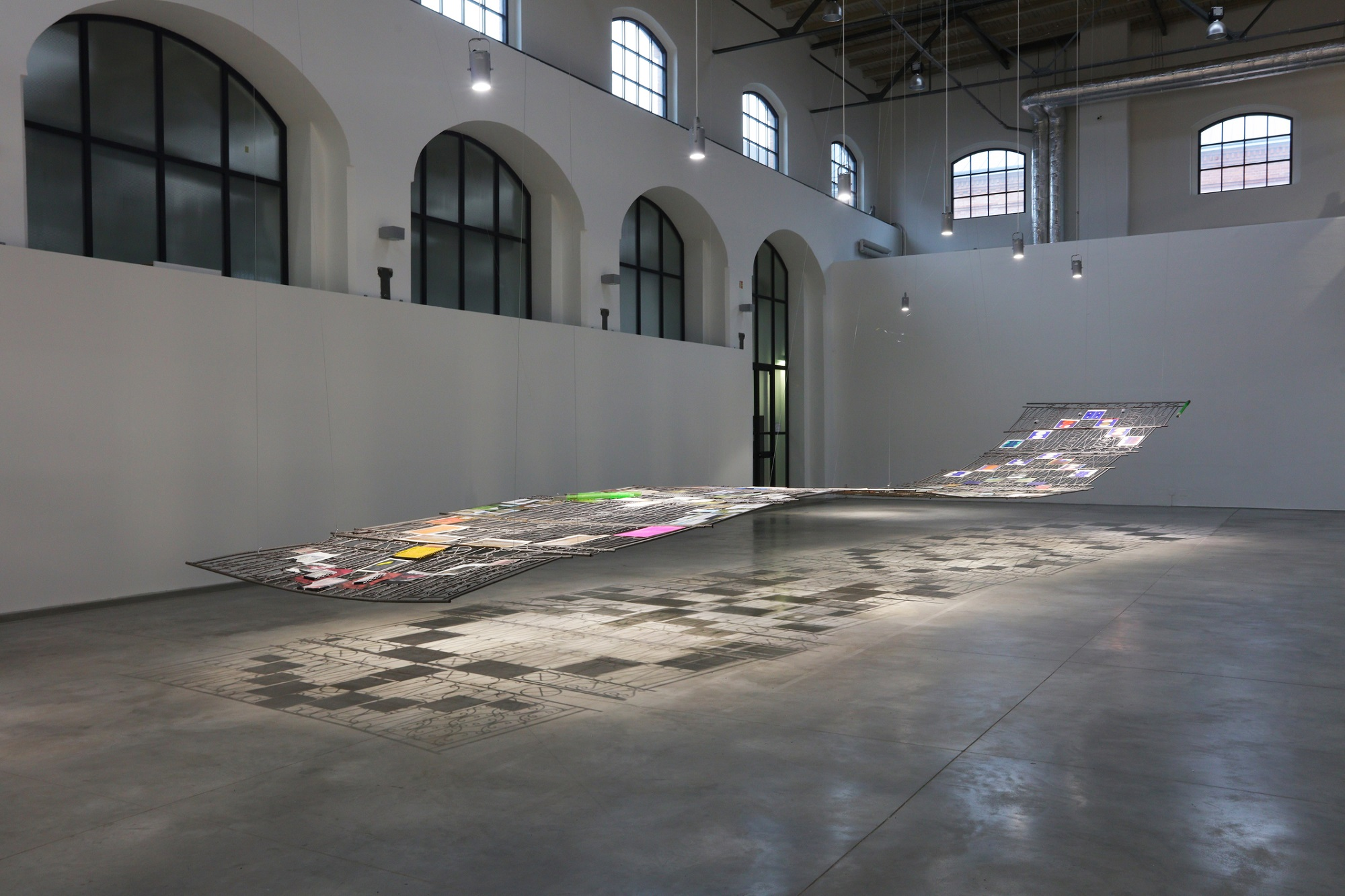
Svätopluk Mikyta, Ornamentiana (2016)

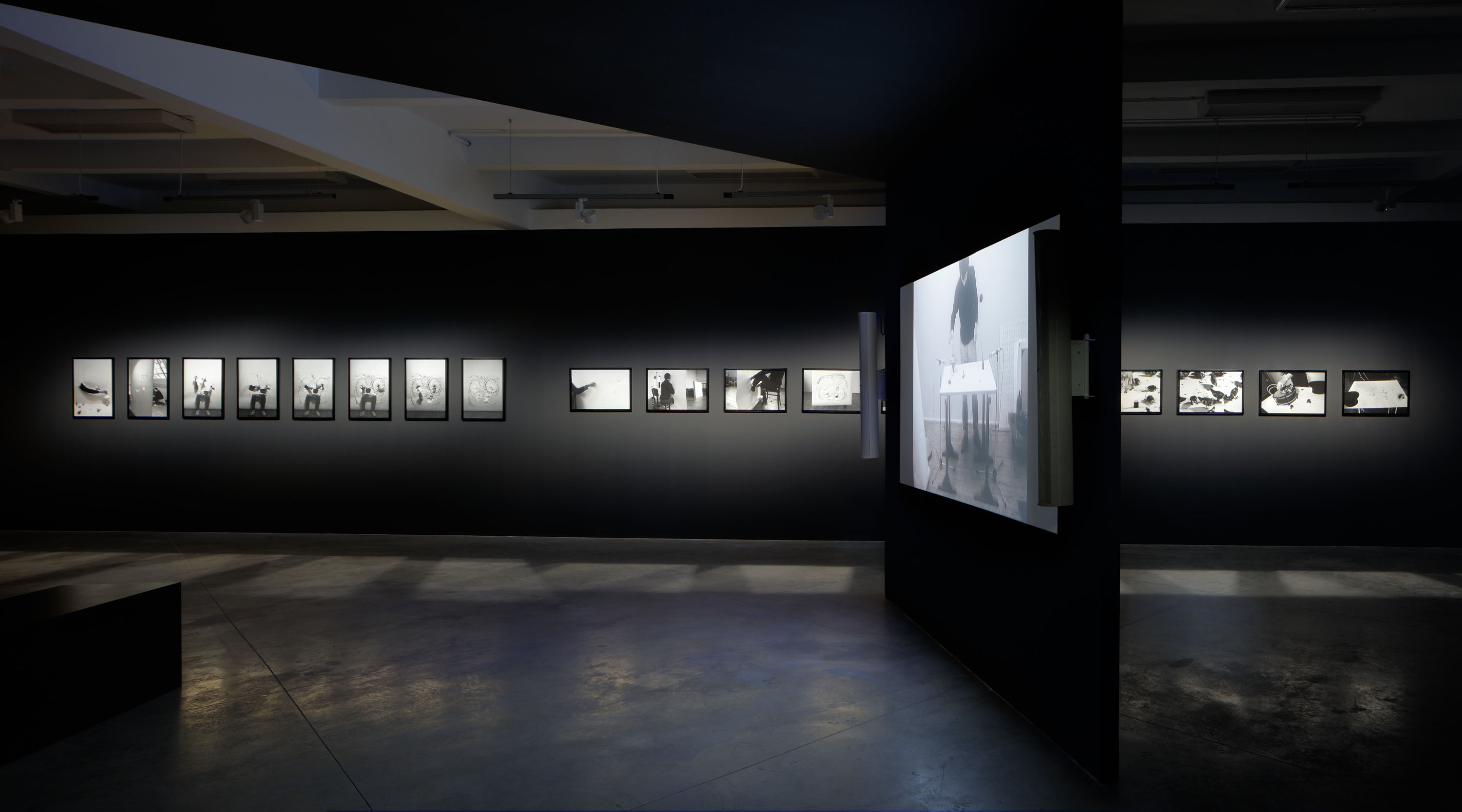
Milan Grygar, Světlo, zvuk, pohyb (2017)

- Kateřina Vincourová: "Kdykoliv si řekneš."
- Jiří Franta & David Böhm: Slepcův sen
- Ewa & Jacek Doroszenko: Exercises of Listening
- Ondřej Kotrč: Too Late for Darkness
- Václav Stratil: Krajiny
- Tomáš Bárta: Vnější nastavení
- Markéta Magidová: Tertium non datur
- Matěj Smetana: S leskem v očích
- Christian Weidner a Lukas Kaufmann: Erase/Rewind
- Eva Rybářová: Kurt Hermes
- Denisa Lehocká: LUNO 550
- Svätopluk Mikyta: Ornamentiana
- Martin Lukáč: Two Hands and a Magnifying Glass

2017
- Milan Grygar: Světlo, zvuk, pohyb
- ČS koncept 70. let

2018
- Jan Merta: Návrat
- Radek Brousil & Peter Puklus: Stupid

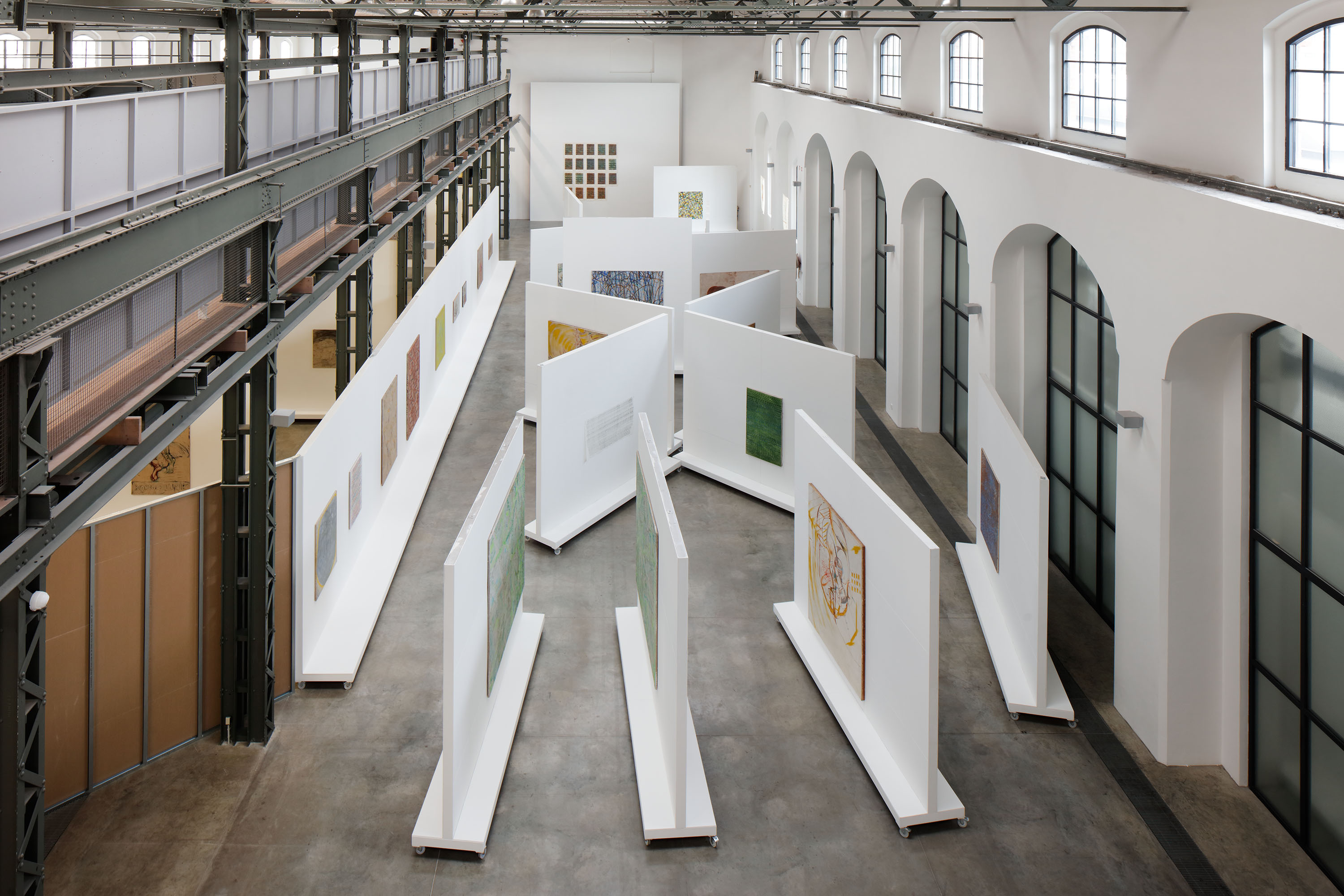
Vladimír Kokolia, To nezbytné z Kokolii (2018)

- Tania Nikulina: Přítelkyně Luny: Hostina
- Jan Nálevka: A teď konečně obraťme list
- Markéta Othová: 1990–2018
- Valentýna Janů: Salty Mascara
- Vladimír Kokolia: To nezbytné z Kokolii
- Alena Kotzmannová: Poslední stopa & Q: Vteřiny před...
- Nika Kupyrova: No More Mr Nice Guy

2019
- ECHO / Výběr ze sbírky Fait Gallery
- Pavla Sceranková & Dušan Zahoranský: Práce na budoucnosti
- Igor Hosnedl: Smaragdový sirup Sadu slibů
- Šárka Koudelová: Our Bodies So Soft, Our Lives So Epic
- Karel Malich & utopické projekty

2020

Jiří Kovanda, Slimák, 1989 / 2020, rohlík, špendlíky, rozměry variabilní

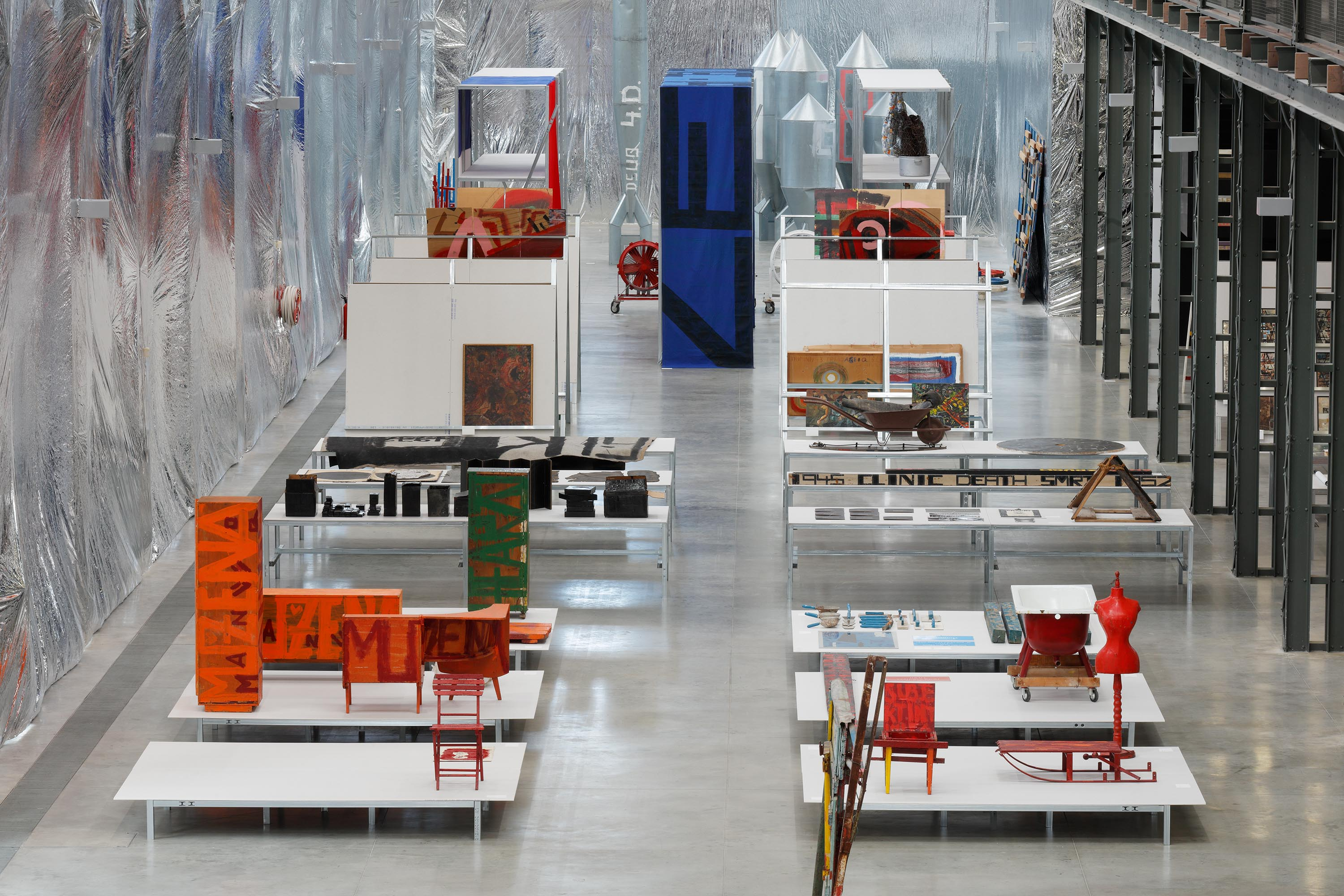
REGISTRACE STANA FILKA (2021)

- František Skála: Dva roky prázdnin
- Olga Karlíková: Nad ránem
- Minami Nishinaga: I’ll give brownie points to something like Čert 180 g, Loupák pes 60 g, or perhaps Bez omáčky
- Jiří Kovanda: O deset minut dřív
- Karel Adamus: Minimální metafory
- Tomáš Absolon: RAFA MATA

2021
- Petr Veselý: Nůž v kredenci
- David Možný: Blink of an Eye
- Kristián Németh: Warm Greetings
- REGISTRACE STANA FILKA

2022

Lenka Vítková, První kniha emblémů (2022)

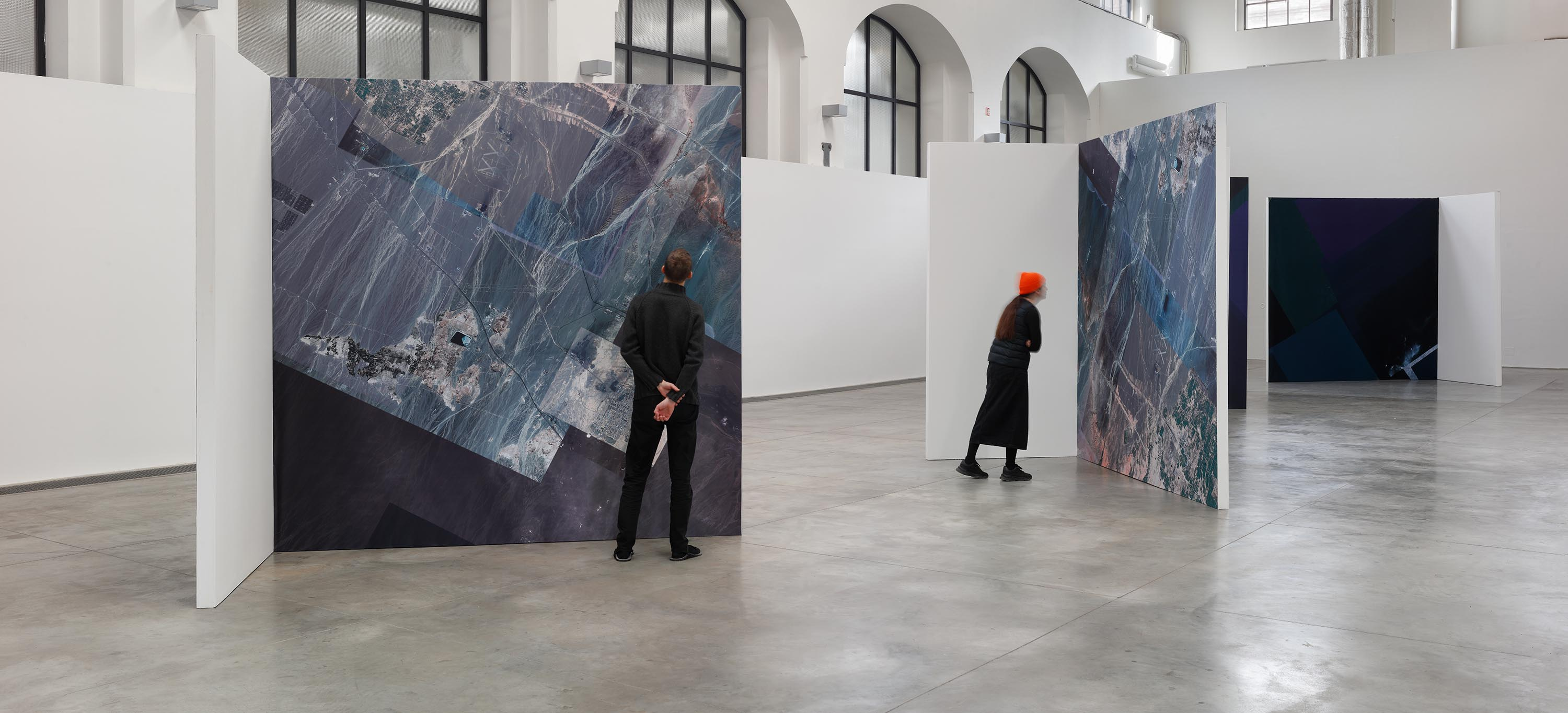
Jan Šerých, O důslednosti vědy (2023)

- Martin Vongrej: Kvalita světla z oddělené sféry a kvalita rotujícího světla
- Inge Kosková: Proud
- Lenka Vítková: První kniha emblémů
- Lukáš Jasanský – Martin Polák: Sirův revír
- Petr Nikl: Divoké záhony
- Jiří Staněk: Brightness
- Veronika Vlková: Tatínku_hrubý_a_zmenšený_final_ok
- Milan Maur: Nejisté sekvence děje

2023
- Tomáš Hlavina: TLNVXYK Hlavolam
- Jan Šerých: O důslednosti vědy
- Filip Dvořák: The Ravine – The Room
- unconductive trash: Largely Observed
- David Fesl: Nešikovný napodobitel umělého života
- Mia Milgrom: Mining the Undersense
- Jiří Hilmar: Anonymní forma čtverce
- Jiří Thýn: Miluj život
- Néphéli Barbas: The Sky Serene as a Vast Aquarium

2024
- Marian Palla: malé nekonečno
- Habima Fuchs: Matter in Eternity
- Michal Škoda: Prolínání
- Tomáš Bárta: Přízrak v domě
- Anna Ročňová: Gerbera se nezlomí

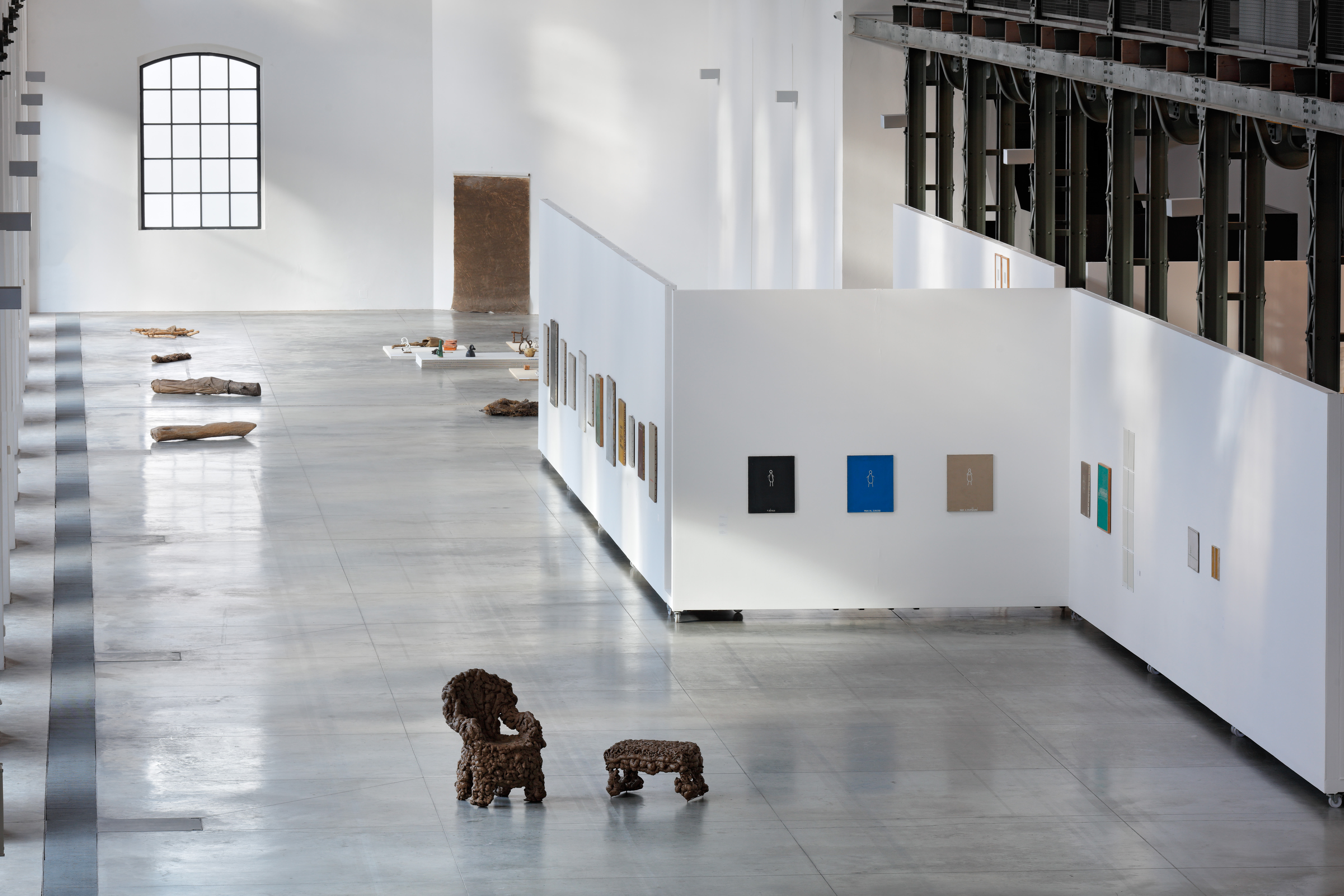
Marian Palla, malé nekonečno (2024)

- Jan Svoboda, Lukáš Jasanský–Martin Polák, Michal Kalhous, Alena Kotzmannová, Marie Kratochvílová, Markéta Othová & Jiří Kovanda: Druhá strana fotografie
- Jaromír Novotný: Spatřeny ve svém přirozeném prostředí

2025
- Petr Kvíčala: Výzkumy ornamentu pokračují